# Armanyac (beguda)

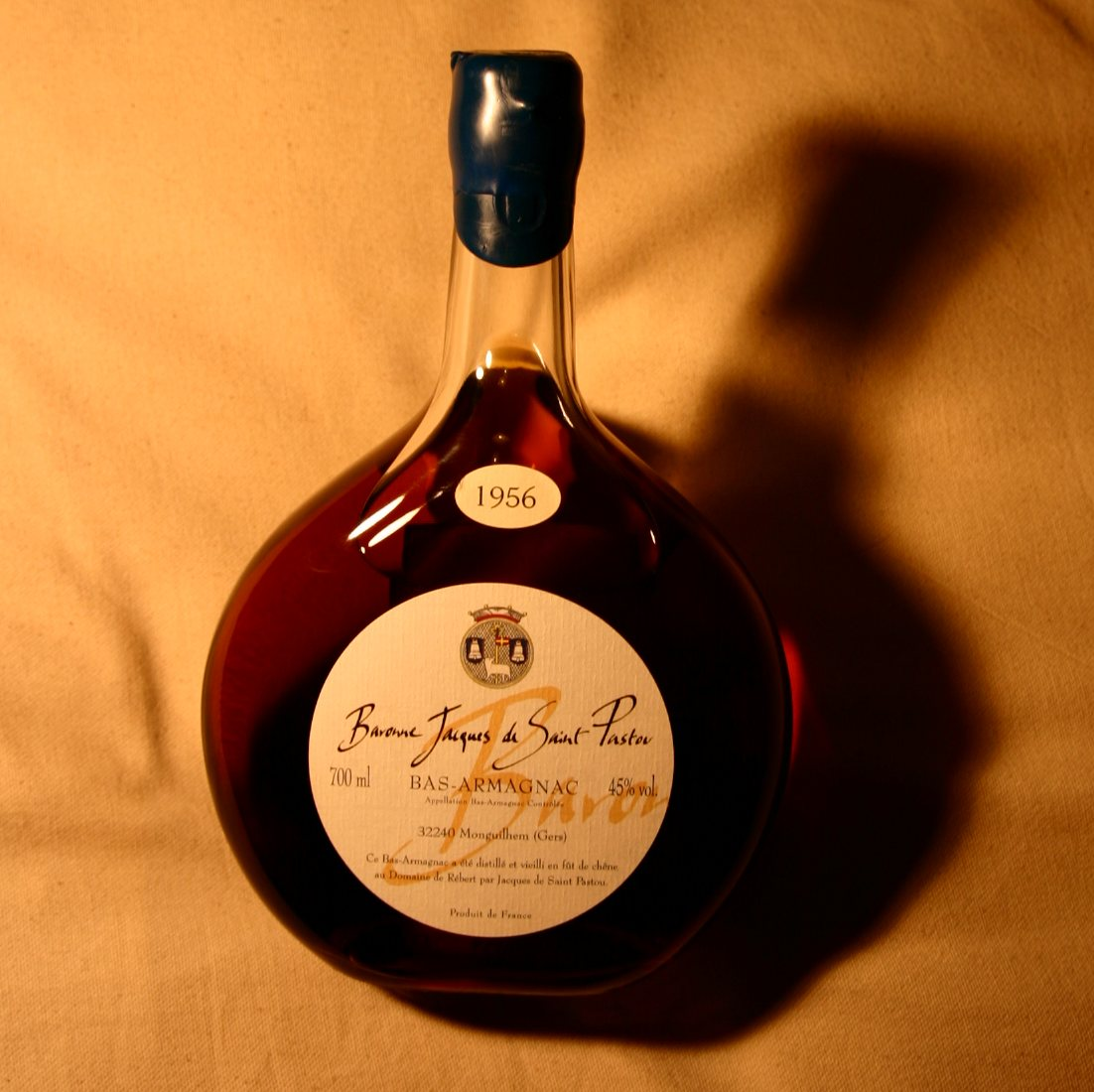
Una ampolla d'armanyac de l'anyada del 1956.

L'armanyac és un aiguardent de vi elaborat a la Gascunya, on es distingeixen tres regions: Baix Armanyac, Alt Armanyac i Ténarèze.
El que és elaborat sense cupatges es pot comercialitzar com a armanyac d'anyada.
Tant el conyac com l'armanyac són begudes alcohòliques derivades de la destil·lació del raïm es fa a través d'una doble destil·lació.
Actualment l'armanyac és el més antic dels licors (ja s'esmenta des de 1400) però no fou fins al segle xix quan aconseguí ser considerat com un producte de qualitat.
La regulació i promoció de l'armanyac la fa el BNIA - Bureau National Interprofessionnel de l'Armagnac .
Hi ha quatre varietats de raïm que es poden utilitzar per a fer l'armanyac; Ugni Blanc, Baco 22, Folla Blanche (anomenat també "picquepol") i Colombard.
Són de 10 a 15 els anys en què ha d'estar emmagatzemat abans de la venda.

## Principals productors d'armanyac
- La Martiniquaise
- Cave des producteurs Réunis
- Sempé/Chabot
- Clés Des Ducs
- Janneau
- Larressingle
- Laubade
- Samalens
- Delord
- Laberdolive
- Gelas
- Armagnac Baron de Sigognac
- Marquis de Caussade
- Domaine de Pellehaut
- Ryst-Dupeyron
- Marcel Trépout (Marques & Domaines de Gascogne)
- Château de Briat
- Château Lacquy
- Darroze
- Domaine de Bordeneuve
- De Montal
- Cerbois